# ステファノス・チチパス
- ステファノス・シチパス

ステファノス・チチパス（Stefanos Tsitsipas, ギリシア語: Στέφανος Τσιτσιπάς, 発音 [ˈstefanos t͡sit͡siˈpas]; 1998年8月12日 - ）は、ギリシャ・アテネ出身の男子プロテニス選手。ATPランキング自己最高位はシングルス3位、ダブルス64位。これまでにATPツアーでシングルス12勝、ダブルス2勝を挙げている。身長193cm、体重90kg。右利き、バックハンド・ストロークは片手打ち。「シチパス」「ツィツィパス」などの表記揺れも見られる。
ギリシャ人初のATPツアーシングルス優勝者。2019年ATPファイナルズシングルス優勝者。

## 選手経歴

### ジュニア時代
元プロテニス選手の両親の父（Apostolos Tsitsipas）母（ユリア・アポストリ）の手ほどきで3歳からテニスを始める。母方の祖父はソビエト連邦のサッカー選手で1956年メルボルンオリンピックで金メダルを獲得したセルゲイ・サルニコフである。また、弟のペトロスもプロテニス選手である。

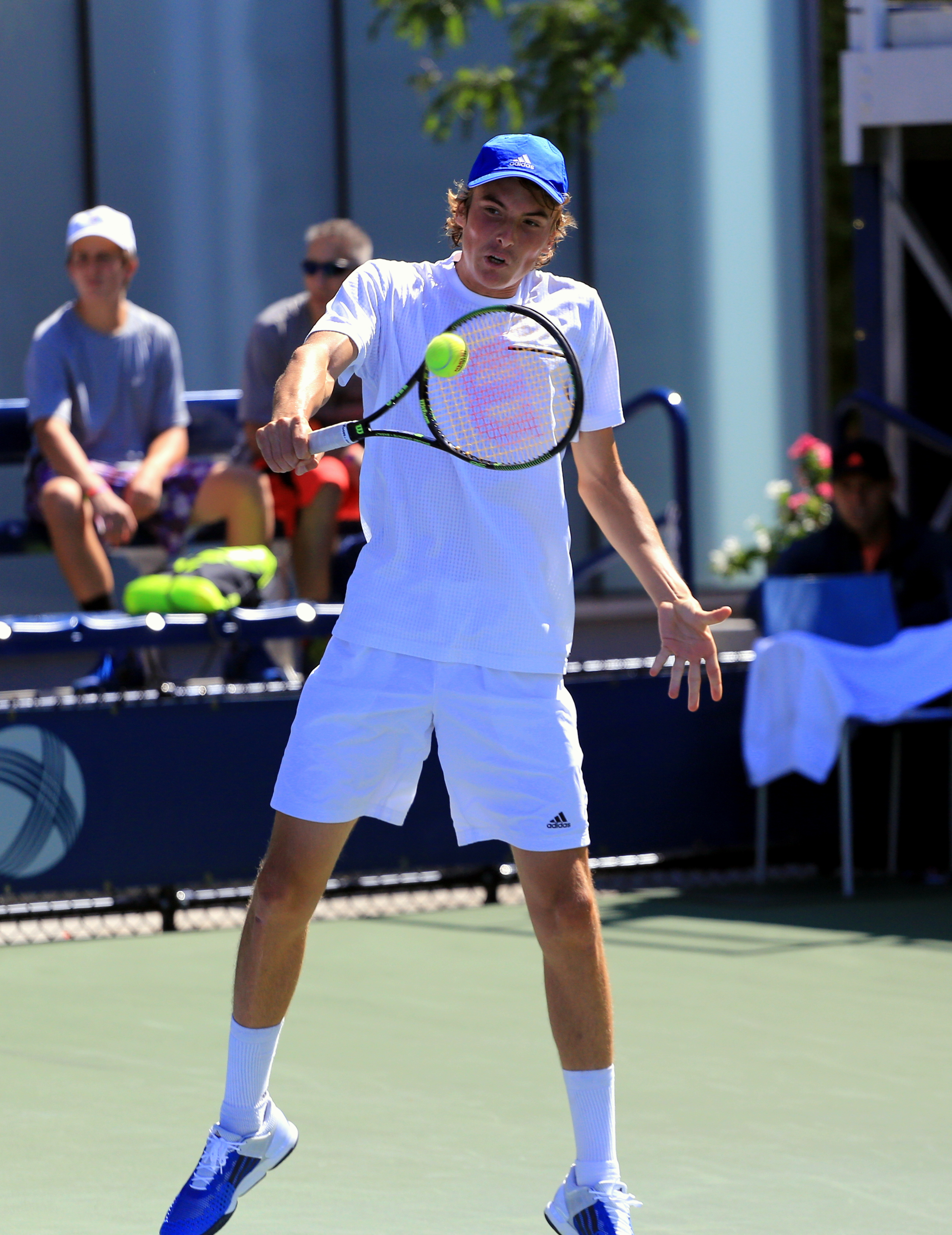
ジュニア時代のステファノス・チチパス（2015年）

### 2013-2014年
14歳でITFジュニアサーキットに参加。2014年11月に開催されたAbierto Juvenil Mexicano大会までハイレベルのグレードAトーナメントには出場したことはなかったが、翌月のOrange BowlではグレードA2大会目にして決勝進出。また、当時のジュニアランキングは100位圏外だった。

### 2015年 プロ転向
ジュニアグランドスラムに初出場。この4大会では全豪オープンでの準々決勝が最高成績だった。この年はシングルスでは一度も決勝に進出していないが、オレンジボウルで再び決勝に進出し、ミオミル・ケツマノビッチに3セットタイブレークの末敗れた。ジュニアランキング14位でシーズンを終えた。この年にプロ転向を果たす。

### 2016年 ジュニア世界1位
ジュニアグランドスラム4大会を含む出場した8大会すべてで準々決勝以上の進出を果たし大躍進の年となった。自身初のグレードA大会の優勝後、ジュニア世界ランク1位になった。この年はその後、ヨーロピアン・ジュニア・チャンピオンシップでも優勝を果たす。このシーズンで最も大きなタイトルはKenneth Raismaと組んで出場したウィンブルドンのダブルスのタイトルだった。これがチチパスがジュニア時代に獲得したグランドスラムの唯一のタイトルである。オープン化以降、ジュニア・グランドスラムを勝った最初の男子ギリシャ人プレーヤーとなり、1963年に全仏オープンとウィンブルドンを優勝したNicky Kalogeropoulos以来二人目となった。この年のグランドスラムシングルスでは全仏オープンと全米オープンで準決勝に進出。年間最終ジュニアランキングは2位。

### 2017年 トップ100入り

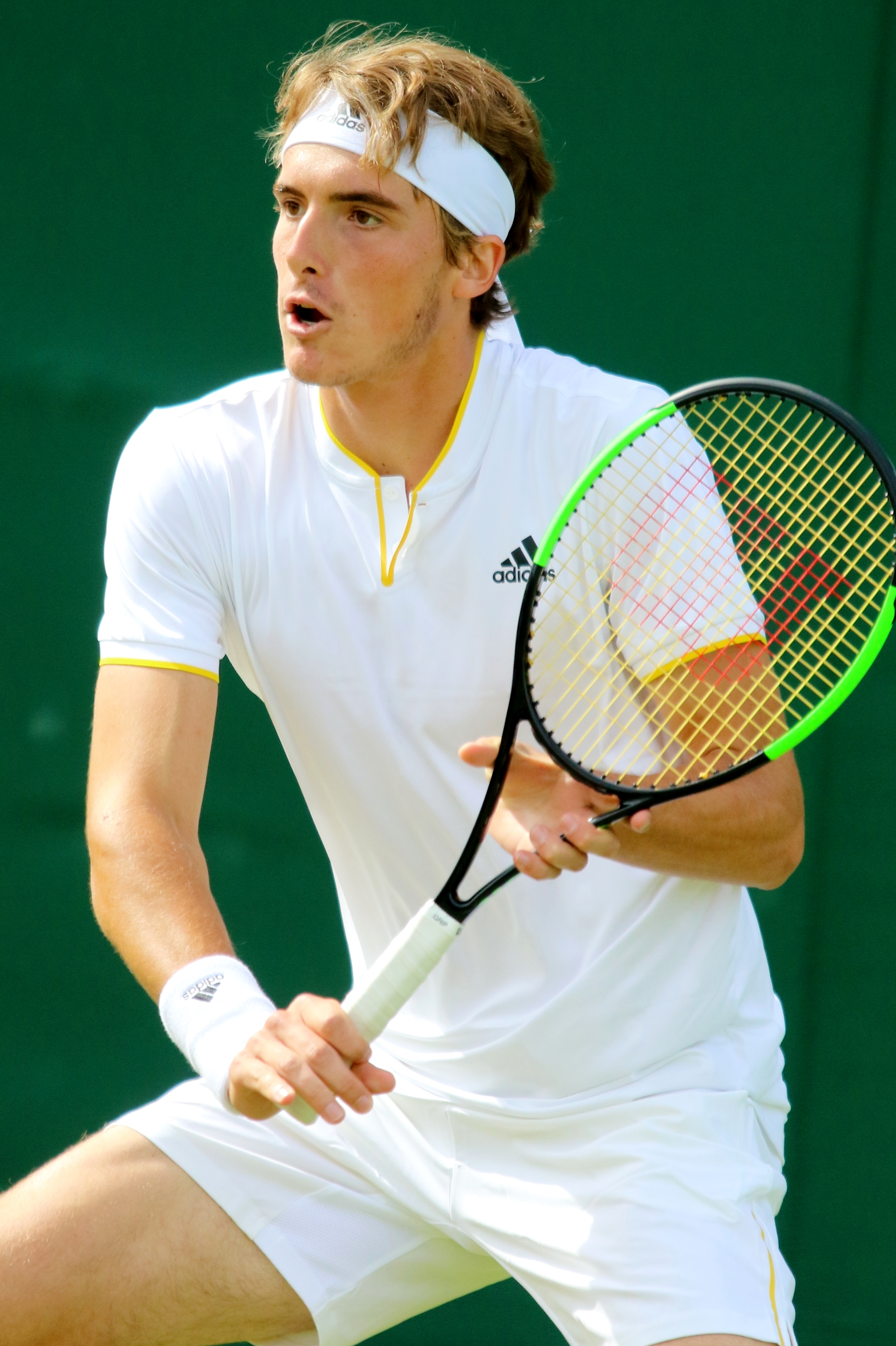
2017年ウィンブルドン選手権でのステファノス・チチパス

ABNアムロ世界テニス・トーナメントでATPツアー本戦デビュー。4大大会では全仏オープンで予選を勝ち上がり初出場した。1回戦ではイボ・カロビッチを相手に6-7, 5-7, 4-6のストレートで敗れた。ヨーロピアン・オープンでベスト4進出を果たす。年間最終ランキングは91位。

### 2018年 NextGenファイナルズ初優勝 マスターズ準優勝 ツアー初優勝 トップ15入り

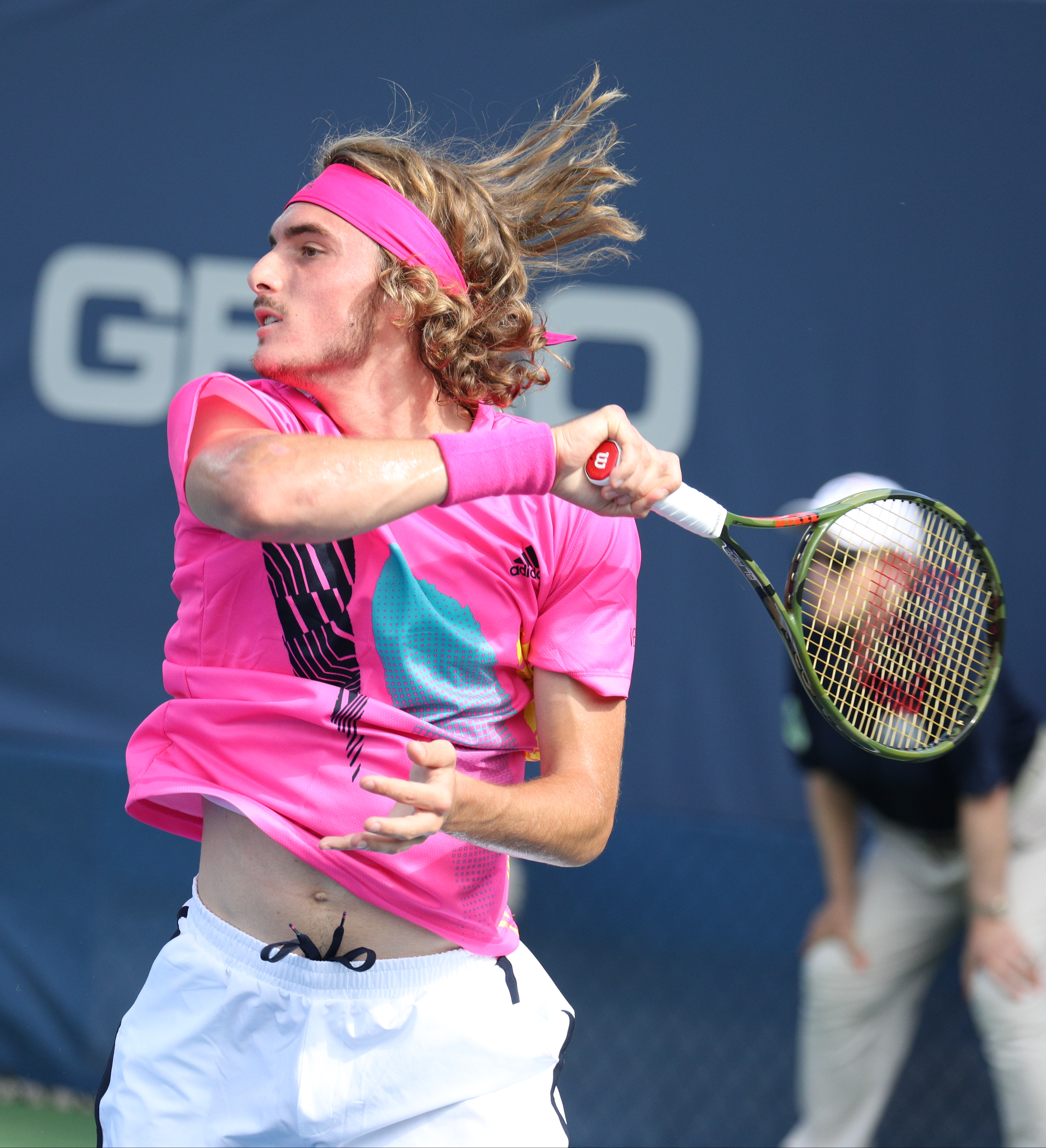
2018年ワシントン・オープンでのステファノス・チチパス

4月のバルセロナ・オープンで快進撃を見せた。準々決勝でオーストリアのドミニク・ティームを6–3, 6–2、準決勝でスペインのパブロ・カレーニョ・ブスタを7–5, 6–3で破り、ATPツアーで初めて決勝に進出した。決勝では世界1位のスペインのラファエル・ナダルに2–6, 1–6で敗れた。5月7日付のランキングで40位を記録し10代でトップ50入りを果たしている。グランドスラム初シードとなる第31シードで迎えたウィンブルドンでは4回戦まで進出し、第9シードのアメリカのジョン・イスナーに敗れた。
8月のロジャーズ・カップでは2回戦でティーム、3回戦でセルビアのノバク・ジョコビッチ、準々決勝でドイツのアレクサンダー・ズベレフ、準決勝で南アフリカのケビン・アンダーソンとトップ10選手を4人撃破し、マスターズ1000で初の決勝進出を果たした。決勝では世界1位のナダルと再び対戦して2-6, 6-7(4)で敗れ、20歳の誕生日を優勝で飾ることはできなかった。
10月のストックホルム・オープンで3度目の決勝進出、決勝でエルネスツ・ガルビスに6-4, 6-4で勝利し、ギリシャ出身の男子選手としてツアー初優勝を果たした。11月のネクストジェネレーション・ATPファイナルに初めて出場し、決勝でアレックス・デミノーを2-4, 4-1, 4-3(3), 4-3(3)で下して優勝した。年間最終ランキングは15位。

### 2019年 全豪ベスト4 ATPファイナルズ初優勝 トップ10入り

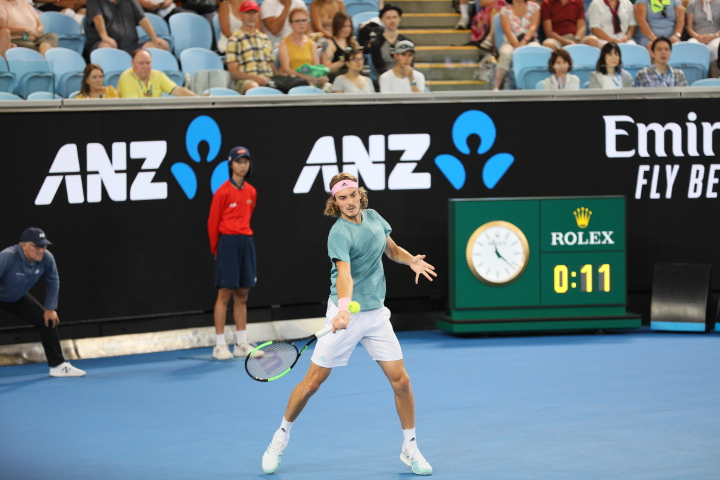
2019年全豪オープンでのステファノス・チチパス

全豪オープンには第14シードで出場すると4回戦で大会3連覇を目指すロジャー・フェデラーに勝利し、4大大会での対BIG4初白星をあげた。その後ロベルト・バウティスタ・アグートにも勝利し、自身初の4大大会ベスト4進出を果たした。準決勝ではラファエル・ナダルにストレートで敗れたものの、大会終了後の世界ランキングで自己最高の12位を記録。フェデラー戦の勝利についてチチパスは「決して忘れない魔法の瞬間」と振り返っている。
オープン13では準決勝でダビド・ゴファンを下して決勝進出、決勝でミハイル・ククシュキンを7-5, 7-6(5)で破り優勝をした。ドバイ・テニス選手権では決勝でフェデラーに敗れて準優勝だったが、大会終了後の世界ランキングで10位になり、初のトップ10入りを果たした。
マイアミ・オープンではウェスリー・クールホフと組んだダブルスで決勝に進出したが、ブライアン兄弟に敗れた。ポルトガル・オープンでは決勝でパブロ・クエバスを6-3, 7-6(4)で下し、クレーコート大会で初優勝した。
ムチュア・マドリード・オープンは準決勝でラファエル・ナダルに6-4, 2-6, 6-3で勝利して決勝進出。決勝ではノバク・ジョコビッチに3-6, 4-6で敗れた。ダブルスでも先と同じペアベスト4入りした。続くBNLイタリア国際でもベスト4入りしたが、準決勝でナダルに雪辱を果たされた。
全仏オープンは4回戦でスタン・ワウリンカに6-7(6), 7-5, 4-6, 6-3, 6-8でフルセットの5時間を超える死闘の末敗れた。ウィンブルドン選手権では初戦敗退。シティ・オープンでは準決勝でニック・キリオスに敗れたが、大会終了後の世界ランキングで5位になった。

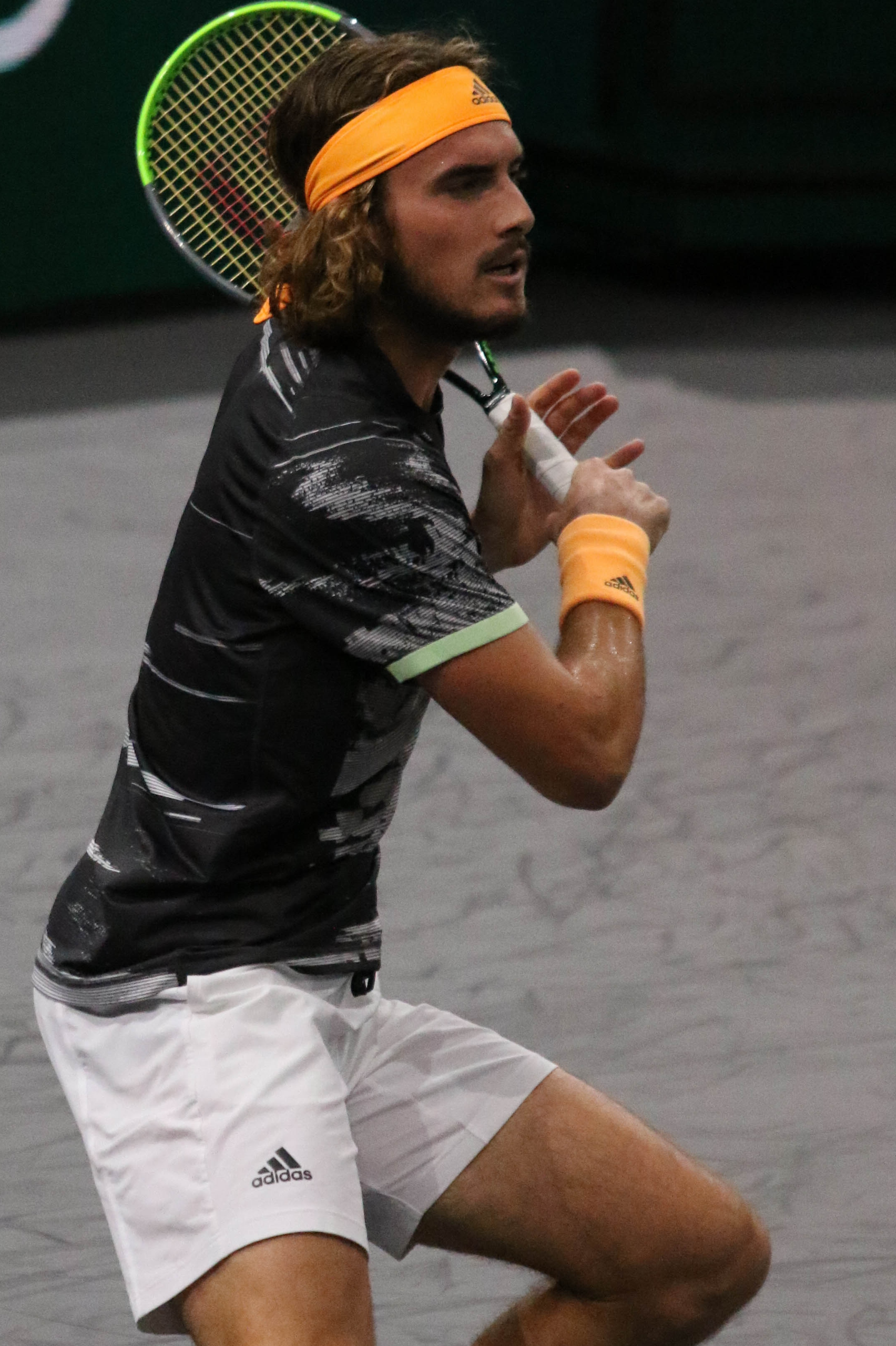
2019年パリ・マスターズでのステファノス・チチパス

10月のチャイナ・オープンでは、決勝でドミニク・ティエムに6-3, 4-6, 1-6で敗れ準優勝。翌週の上海マスターズではノバク・ジョコビッチに3-6, 7-5, 6-3で勝利し、自身初のATPファイナルズの出場権を獲得した。迎えた最終戦では2勝1敗でラウンドロビンを突破。準決勝でフェデラーに6-3, 6-4で勝利すると、決勝ではティエムを6-7(6), 6-2, 7-6(4)で下して初優勝を果たした。年間最終ランキングは6位。

### 2020年 全仏ベスト4
全豪オープンでは第6シードとして出場。3回戦ではミロシュ・ラオニッチに7-5, 6-4, 7-6(2)のストレートで敗退。2月のオープン13では決勝でフェリックス・オジェ=アリアシムを破り連覇を果たした。翌週のドバイ・テニス選手権でも決勝に進出したが、ノバク・ジョコビッチに敗れ、準優勝だった。3月からツアーが中断した際には、大坂なおみやドミニク・ティームとSNSライブ配信で交流した。ウエスタン・アンド・サザン・オープンではベスト4入り。全米オープンでは第4シードとして出場。3回戦では第27シードのボルナ・チョリッチに7-6(2), 4-6, 6-4, 5-7, 6-7(4)のフルセットの末に敗退。
異例の時期のクレーシーズンではドイツ国際オープンで決勝に進むもアンドレイ・ルブレフに敗れた。しかし、続く全仏オープンでは第5シードとして出場。準々決勝で第13シードのルブレフに7-5, 6-2, 6-3のストレート雪辱を果たして初のベスト4入り。準決勝では、第1シードのジョコビッチに2セットダウンの状態から2セットを連取し持ち直すが、最終セットで一歩及ばず3-6, 2-6, 7-5, 6-4, 1-6のフルセットの末に敗退し、初のグランドスラム決勝進出とはならなかった。
ATPファイナルズではレースランキング6位で出場。グループステージではルブレフに6-1, 4-6, 7-6(6)で破るも、ラファエル・ナダルに4-6, 6-4, 2-6、ティームに6-7(4), 6-4, 3-6で敗れ、ラウンドロビン敗退。年間最終ランキングは6位。

### 2021年 全仏準優勝 マスターズ初優勝 世界3位
全豪オープンでは準々決勝でラファエル・ナダルを3-6, 2-6, 7-6(4), 6-4, 7-5のフルセットで破り、ベスト4入り。準決勝ではダニール・メドベージェフに敗れた。メキシコ・オープンで決勝に進出したが、アレクサンダー・ズベレフに敗れ、準優勝。モンテカルロ・マスターズでは全試合ストレート勝ち上がり、決勝でアンドレイ・ルブレフを6-3, 6-3で下し、ATPマスターズ1000初優勝を成し遂げた。
続くバルセロナ・オープン・バンコ・サバデルでもシード選手を破って決勝進出を果たしたが、決勝ではナダルに4-6, 7-6(8), 5-7で敗れた。BNLイタリア国際でベスト8。リヨン・オープンでは決勝に進み、キャメロン・ノリーに6-3, 6-3で勝利して、ツアー7勝目を挙げる。
また、試合後に「この優勝を11歳の日本人の少女に捧げる」と語り、鬱に苦しむ日本人少女と文通していることを明かした。

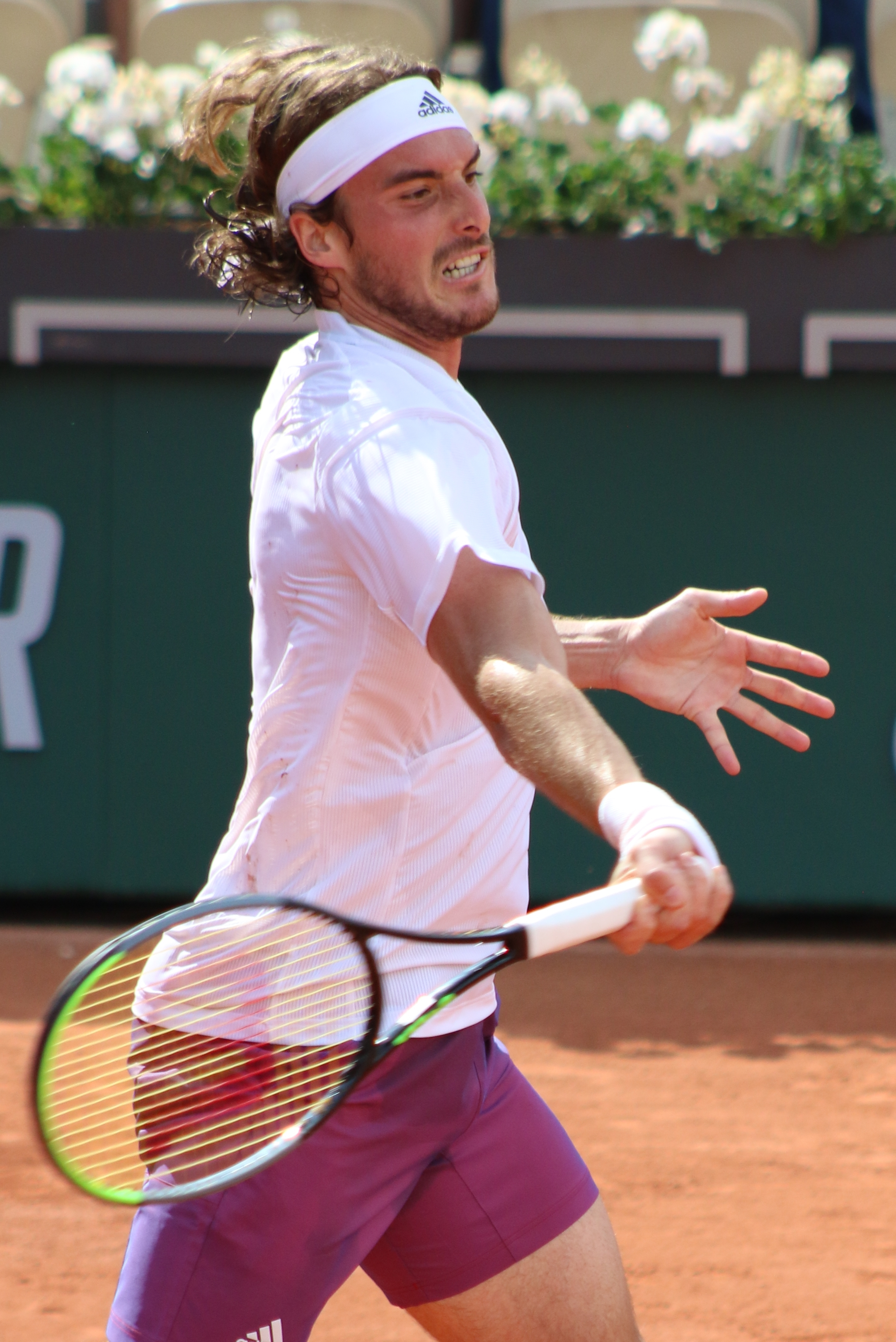
2021年全仏オープンでのステファノス・チチパス

好調をキープして挑んだ全仏オープンでは準々決勝で第2シードのダニール・メドベージェフをストレートで下し、2年連続のベスト4入り。準決勝ではアレクサンダー・ズベレフ相手に6-3, 6-3, 4-6, 4-6, 6-3の熱戦を制して、自身初のグランドスラム決勝進出を果たす。決勝では、ダブルグランドスラムを狙うノバク・ジョコビッチと対戦。7-6(6), 6-2, 3-6, 2-6, 4-6の2セットを先取する奮闘を見せるも大逆転負けにより、準優勝。初のグランドスラム優勝は叶わなかったが、自己最高の世界ランキング4位を記録した。
その好調さのまま迎えたウィンブルドン選手権では第3シードとして出場したが、1回戦でフランシス・ティアフォーに4-6,4-6,3-6のストレート負けで初戦敗退に終わった。ナショナル・バンク・オープンでは準々決勝でキャスパー・ルードらを破り、ベスト4入り。準決勝ではライリー・オペルカに敗れた。ウエスタン・アンド・サザン・オープンではフェリックス・オジェ＝アリアシムらを破り、こちらもベスト4入り。準決勝ではアレクサンダー・ズベレフに敗れ、マスターズ2大会連続でベスト4入りをした。
全米オープンでは1回戦で元世界ランキング1位のアンディ・マリーに2-6, 7-6(9), 3-6, 6-3, 6-4のフルセットの末に勝利。2回戦ではアドリアン・マナリノを破り、3回戦進出。3回戦ではスペインのカルロス・アルカラスに3-6, 6-4, 6-7(2), 6-0, 6-7(5)のフルセットで敗退。同大会1回戦のマレー戦において、チチパスの長すぎるトイレ休憩に批判が集中した。7分におけるトイレ休憩により、マレー自身も「彼(チチパス)に対する尊敬の念を失った」と死闘の末に怒りを露わにした。
レーバー・カップには欧州代表として出場して世界選抜のニック・キリオスを破り、優勝に貢献。BNPパリバ・オープンでは準々決勝でニコロズ・バシラシビリに敗れた。パリ・マスターズでは1回戦でアレクセイ・ポピリンとの対戦中に怪我で途中棄権。迎えた最終戦であるATPファイナルズでは「グリーン・グループ」に割り振られたがアンドレイ・ルブレフ戦で右肘の負傷により、途中棄権を余儀なくされた。キャメロン・ノリーがその代役を担った。年間最終ランキングは4位。

### 2022年 マスターズ2連覇 全豪ベスト4
全豪オープンでは第4シードとして出場して、順当にベスト8入り。準々決勝ではヤニック・シナーを6-3, 6-4, 6-2のストレートで下したが、準決勝では第2シードのダニール・メドベージェフに6-7(5), 6-4, 4-6, 1-6で敗れ、同大会3度目のベスト4入りで幕を閉じた。
ABNアムロ世界テニス・トーナメントでは決勝でフェリックス・オジェ＝アリアシムに敗れ、ATPツアー・500シリーズで8度目の準優勝。メキシコ・オープンでは準決勝でキャメロン・ノーリーに敗れるも、ダブルスではフェリシアーノ・ロペスと組み、ATPツアーダブルス初優勝を果たす。BNPパリバ・オープンでは3回戦でジェンソン・ブルックスビーに敗退。マイアミ・オープンでは4回戦でカルロス・アルカラスに敗れた。

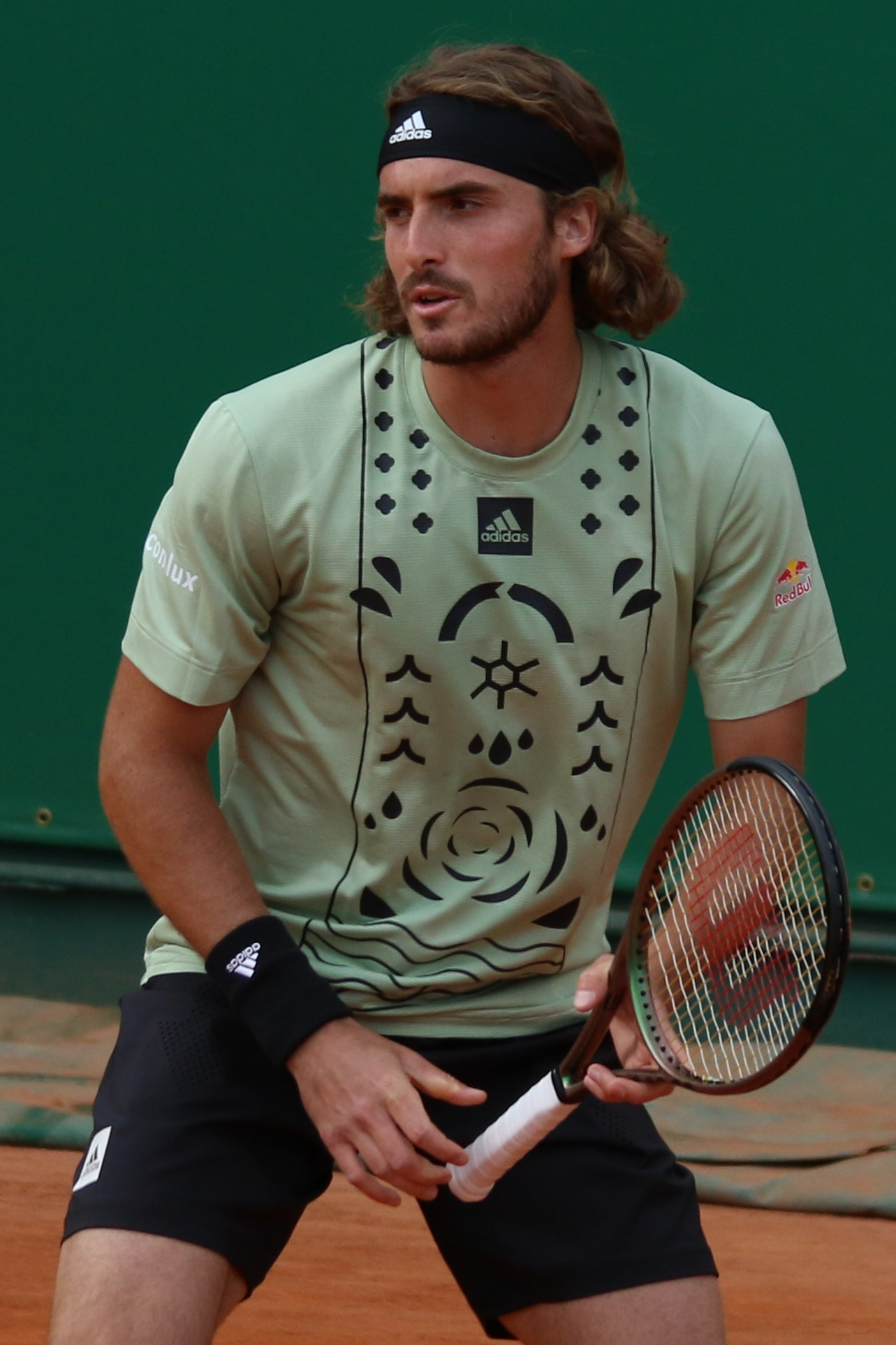
2022年モンテカルロ・マスターズでのステファノス・チチパス

昨年マスターズ1000初優勝を果たしたモンテカルロ・マスターズでは2回戦で同大会2019年覇者のファビオ・フォニーニ、準々決勝ではディエゴ・シュワルツマンにファイナルセット0-4から6ゲーム先取で6-2, 6-7(3), 6-4の逆転勝利。準決勝でアレクサンダー・ズベレフを下して決勝進出。決勝ではアレハンドロ・ダビドビッチ・フォキナを破り、大会2連覇を達成した。マドリード・オープンではベスト4入り。準決勝ではアレクサンダー・ズベレフに4-6, 6-3, 2-6で敗退。ローマ・マスターズでは決勝でノバク・ジョコビッチに敗れ、マスターズ準優勝。昨年準優勝かつ第4シードで迎えた全仏オープンでは4回戦でホルガ・ルーネに5-7, 6-3, 3-6, 4-6で敗れた。
マヨルカ・オープンでは決勝でロベルト・バウティスタ・アグートを下して、芝サーフェス初優勝、ツアー9勝目を挙げた。第4シードとして迎えたウィンブルドン選手権では3回戦でニック・キリオスに7-6(2), 4-6, 3-6, 6-7(7)で敗れた。
ウエスタン・アンド・サザン・オープンでは決勝でボルナ・コリッチに6-7(0), 2-6のストレートで敗れ、今季マスターズ2度の準優勝。全米オープンでは第4シードとして出場するも、1回戦で世界ランキング94位ダニエル・ガランに0-6, 1-6, 6-3, 5-7で敗れる番狂せが起きた。2年連続で欧州選抜となったレーバーカップではディエゴ・シュワルツマンを6-2, 6-1で破るも、フランシス・ティアフォーに6-1, 6-7(11), 8-10で敗れた。アスタナ・オープンでは決勝でジョコビッチに3-6, 4-6で敗れ、ストックホルム・オープンでは決勝でルーネに4-6, 4-6で敗れ、2週連続準優勝。パリ・マスターズではベスト4入り。準決勝でジョコビッチに2-6, 6-3, 6-7(4)で敗れた。2022年ATPファイナルズではメドベージェフを6-3, 6-7(11), 7-6(1)で破るも、アンドレイ・ルブレフとジョコビッチに敗れ、ラウンドロビン敗退。年間最終ランキングは4位。

### 2023年 全豪準優勝 ユナイテッド杯ベスト4 ツアー通算300勝
1月、ユナイテッド・カップではギリシャ代表として、チームをベスト4まで導いた。全豪オープンでは第3シードとして出場。4回戦で第15シードのヤニック・シナーに6-4, 6-4, 3-6, 4-6, 6-3のフルセットで勝ち、準々決勝でイジー・レヘチカに6-3, 7-6(2), 6-4のストレートで勝利して、同大会4度目のベスト4入り。準決勝では第18シードのカレン・ハチャノフを7-6(2), 6-4, 6-7(6), 6-3で下して初の決勝進出。決勝では第4シードのノバク・ジョコビッチに3-6, 6-7(4), 6-7(5)のストレートで敗れ、グランドスラム大会2度目の準優勝となった。
2月、ABNアムロ・オープンでは2回戦でシナーに4-6, 3-6のストレートで敗退。
3月、BNPパリバ・オープンでは2回戦でジョーダン・トンプソンに6-7(0), 6-4, 6-7(5)で敗れた。マイアミ・オープンでは4回戦でカレン・ハチャノフに6-7(4), 4-6のストレートで敗れた。

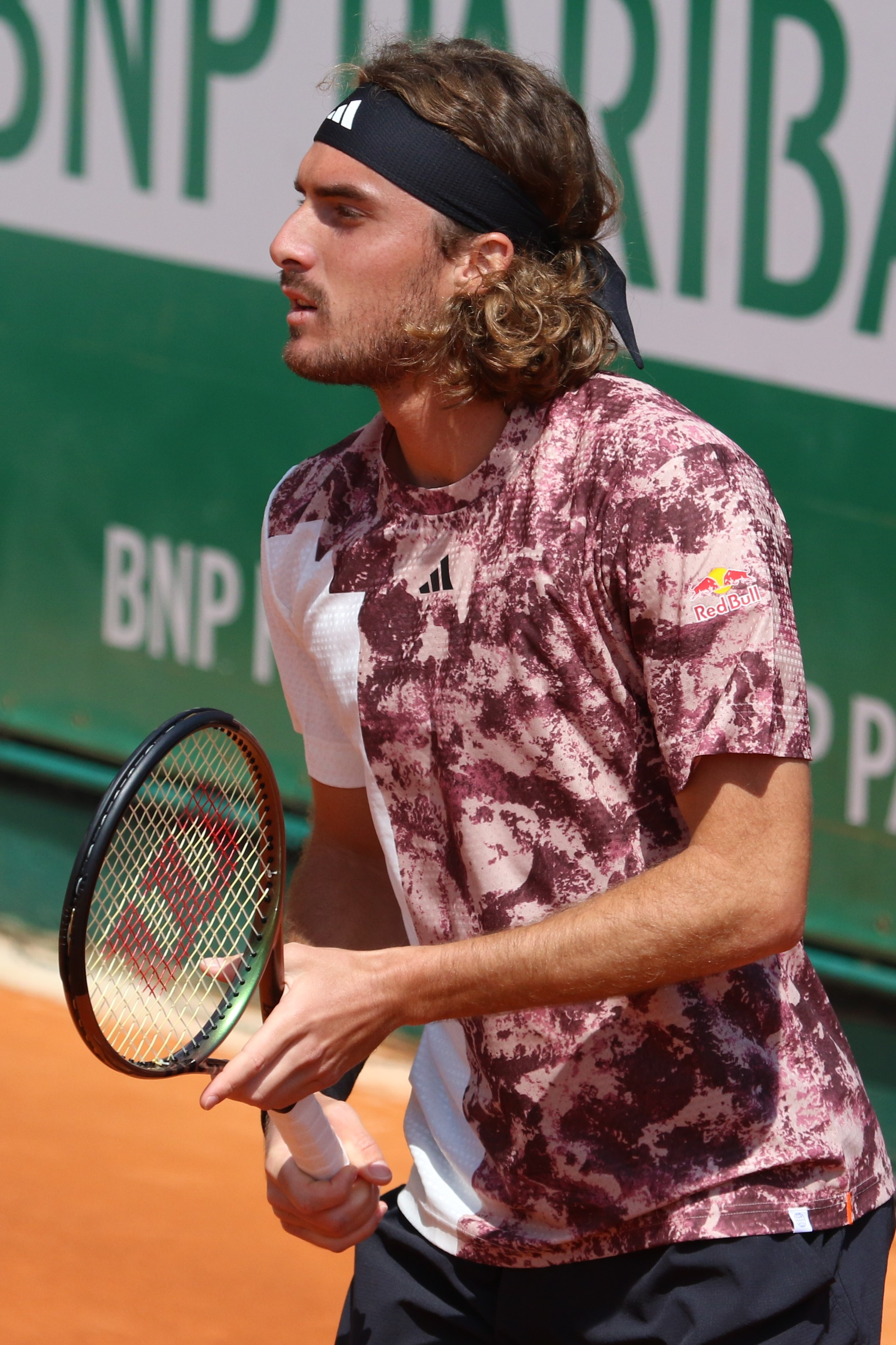
2023年モンテイロ・マスターズでのステファノス・チチパス

4月、2連覇中のモンテカルロ・マスターズでは準々決勝でテイラー・フリッツに2-6, 4-6のストレートで敗れ、3連覇とはならなかった。続くバルセロナ・オープンでは決勝進出。決勝ではカルロス・アルカラスに敗れ、準優勝だった。マドリード・オープンではベスト8進出するも、準々決勝でヤン＝レナード・ストルフに6-7(5), 7-5, 3-6で敗れた。
5月、BNLイタリア国際では準々決勝でボルナ・チョリッチに6-3, 6-4のストレートで破り、ベスト4進出するも、準決勝でメドベージェフに5-7, 5-7のストレートで敗退。
6月、全仏オープンは第5シードで出場し、1回戦でイジー・ベセリーを7-5, 6-3, 4-6, 7-6(7)、2回戦ではロベルト・カルバレス・バエナを6-3, 7-6(4), 6-2、3回戦ではディエゴ・シュワルツマンを6-2, 6-2, 6-3、4回戦ではセバスチャン・オフナーを7-5, 6-3, 6-0で下して、ベスト8進出するも、準々決勝で第1シードのアルカラスに2-6, 1-6, 6-7(5)で敗れた。
7月、ウィンブルドン選手権では、雨や大会規則の影響を受け、大会2日目の初戦から3回戦まで5日連続でプレー。1回戦でドミニク・ティームを3-6, 7-6(1), 6-2, 6-7(5), 7-6(8)、2回戦ではアンディ・マリーを7-6(3), 6-7(2), 4-6, 7-6(3), 6-4とそれぞれフルセットの末に破った。3回戦ではラスロ・ジェレを6-4, 7-6(5), 6-4のストレートで下し、2018年以来の4回戦進出。4回戦でクリストファー・ユーバンクスにこの大会3度目のフルセットに持ち込まれた末、6-3, 6-7(4), 6-3, 4-6, 4-6で敗退、初のベスト8はならなかった。
8月、ロス・カボス・オープンでは決勝進出。決勝ではアレックス・デミノーに6-3, 6-4のストレートで破り、ツアー10勝目を挙げた。ナショナル・バンク・オープンではガエル・モンフィスに4-6, 3-6のストレートで初戦敗退だった。ウエスタン・アンド・サザン・オープンでは3回戦でホベルト・ホルカシュに3-6, 4-6のストレートで敗れた。全米オープンでは第7シードとして出場。1回戦でミロシュ・ラオニッチを6-2, 6-3, 6-4のストレートで破り、初戦を突破するも、2回戦ではドミニク・シュトリッカーに5-7, 7-6(2), 7-6(5), 6-7(6), 3-6のフルセットの末に敗退を晒した。

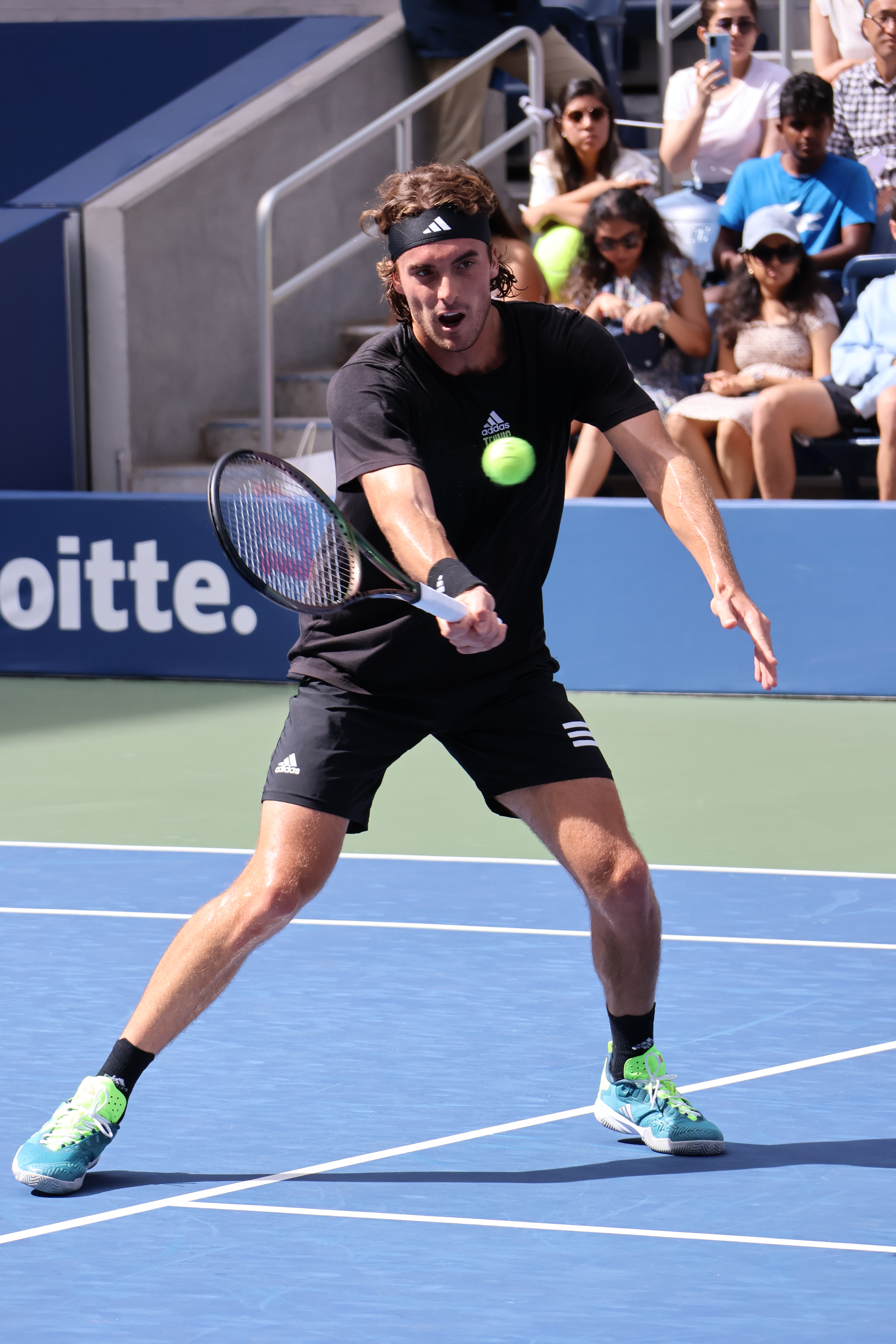
2023年全米オープンでのステファノス・チチパス

9月、チャイナ・オープンではニコラス・ジャリーに4-6, 4-6のストレートで初戦敗退。
10月、上海マスターズでは3回戦でウゴ・アンベールに4-6, 6-3, 5-7で敗れた。ヨーロピアン・オープンではベスト4進出。準決勝でアルトゥール・フィスに6-7(5), 6-7(4)のストレートで敗れたが、弟のペトロス・チチパスと組んだダブルスでは優勝を果たした。チチパス兄弟はこれまで23回ツアー大会に出場しており、今季は四大大会すべてに同ペアで出場し、ツアーダブルス2勝目を挙げた。
11月、パリ・マスターズでは2回戦でフェリックス・オジェ＝アリアシムを6-3, 7-6(4)、3回戦でアレクサンダー・ズベレフを7-6(2), 6-4、準々決勝でカレン・ハチャノフを6-3, 6-4ですべてストレートで下してベスト4進出。準決勝ではグリゴール・ディミトロフに3-6, 7-6(1), 6-7(3)で敗れた。2023年ATPファイナルズではレースランキング6位で出場し、「レッドグループ」に割り振られた。グループステージではシナーに4-6, 4-6のストレートで敗れ、ホルガ・ルーネ戦では1-2の時点で途中棄権し、その後の代役はホベルト・ホルカシュが担った。年間最終ランキングは6位。

### 2024年 トップ10陥落
1月、全豪オープンでは第7シードとして出場。1回戦ではラッキールーザーのジズー・ベルグスを5-7, 6-1, 6-1, 6-3の逆転で初戦突破。2回戦ではジョーダン・トンプソンを6-4, 7-6(7), 6-2, 7-6(4)の逆転で下して、3回戦ではルカ・ヴァン・アッシュに6-3, 6-0, 6-4のストレートで破り、4回戦進出をするも、4回戦では第12シードのテイラー・フリッツに6-7(3), 7-5, 3-6, 3-6で敗れた。
2月、ロス・カボス・オープンではベスト4進出。準決勝ではキャスパー・ルードに4-6, 6-7(4)のストレートで敗れた。2月19日に更新された世界ランキングは2019年3月から約5年に渡って維持してきたトップ10から陥落した。これにより男子ツアーで約50年もの間守られてきたが、片手バックハンドの選手が初めてトップ10から姿を消すこととなり、1972年にATPが創立されてからこの記録に一旦終止符が打たれることとなった。
3月、メキシコ・オープンではベスト8進出。準々決勝ではアレックス・デミノーに6-1, 3-6, 3-6の逆転で敗れた。BNPパリバ・オープンでは2回戦でリュカ・プイユを6-3, 6-2、3回戦でフランシス・ティアフォーを6-3, 6-3で下すも、4回戦ではイジー・レヘチカに2-6, 4-6のストレートで敗退。マイアミ・オープンではデニス・シャポバロフに2-6, 4-6のストレートで初戦敗退。
4月、モンテカルロ・マスターズでは4回戦でアレクサンダー・ズベレフを7-5, 7-6(4), 準々決勝でカレン・ハチャノフを6-4, 6-2、準決勝でヤニック・シナーを6-4, 3-6, 6-4でシード勢らを下して、決勝ではキャスパー・ルードを6-1, 6-4のストレートで破り、2年ぶりとなるATPマスターズ1000優勝を果たし、同大会3度目の優勝となった。その好調さは続き、バルセロナ・オープンでも決勝進出。決勝ではルードに5-7, 3-6のストレートで敗れ、準優勝となった。マドリード・オープンではチアゴ・モンテイロに4-6, 4-6のストレートで初戦敗退。
5月、BNLイタリア国際では4回戦でデミノーを6-1, 6-2のストレートで破り、ベスト8進出するも、準々決勝でニコラス・ジャリーに6-3, 5-7, 4-6の逆転で敗れた。
6月、全仏オープンでは第9シードとして出場。1回戦でマートン・フチョビッチを7-6(7), 6-4, 6-1、2回戦ではダニエル・アルトマイアーを6-3, 6-2, 6-7(2), 6-4、3回戦ではジャン・ジジェンを6-3, 6-3, 6-1、4回戦ではマッテオ・アルナルディを3-6, 7-6(4), 6-2, 6-2で下してベスト8進出。準々決勝では第3シードのカルロス・アルカラスに3-6, 6-7(3), 4-6のストレートで敗退。
7月、ウィンブルドン選手権では第11シードとして出場。1回戦ではダニエル太郎を7-6(5), 6-4, 7-5のストレートで初戦を突破するも、2回戦ではエーミル・ルースヴオリに6-7(6), 6-7(10), 6-3, 3-6で敗れた。スイス・オープンではベスト4進出。準決勝ではマッテオ・ベレッティーニに6-7(6), 5-7のストレートで敗退。
8月、ナショナル・バンク・オープンでは錦織圭に4-6, 4-6のストレートで初戦敗退。続くウエスタン・アンド・サザン・オープンでは2回戦でジャック・ドレイパーに6-3, 4-6, 5-7の逆転で敗退。全米オープンでは第11シードとして出場するも、タナシ・コキナキスに6-7(5), 6-4, 3-6, 5-7で初戦敗退。
9月、レーバーカップでは2年ぶり4度目の出場となり、シングルスでコキナキスに1-6, 4-6のストレートで連敗を喫した。ダブルスでもベン・シェルトン/アレハンドロ・タビロ組に1-6, 2-6のストレートで敗れた。木下グループジャパンオープンではアレックス・ミケルセンに6-4, 1-6, 2-6の逆転で初戦敗退。
10月、上海マスターズでは4回戦でダニール・メドベージェフに6-7(3), 3-6のストレートで敗れた。ヨーロピアン・オープンではベスト8進出。準々決勝ではレヘチカに4-6, 4-6のストレートで敗退。スイス・インドアでもベスト8進出するも、準々決勝でアルトゥール・フィスに6-7(5), 3-6のストレートで敗れた。
11月、パリ・マスターズではベスト8進出。準々決勝ではアレクサンダー・ズベレフに5-7, 4-6のストレートで敗退。年間最終ランキングは11位。

### 2025年 ツアー通算350勝
3月、ドバイ・テニス選手権では1回戦でロレンツォ・ソネゴを7-6(4), 6-3のストレートで下して、2回戦でカレン・ハチャノフを7-6 (4), 2-6, 6-4のフルセットで破り、ベスト8進出を果たした。また、この勝利により、現役選手では13人目となるツアー通算350勝を達成した。準々決勝でマッテオ・ベレッティーニを7-6(5), 1-6, 6-4で破り、2020年以来5年ぶり3度目のベスト4進出を果たした。準決勝でタロン・フリークスポールを6-4, 6-4のストレートで破り、今季初のツアー決勝に駒を進めた。決勝ではフェリックス・オジェ＝アリアシムを6-3, 6-3のストレートで下し、ATPツアー・500シリーズの大会で12度目の決勝にして初優勝を飾るとともに、約11ヵ月ぶりのツアータイトルとなり、ツアー12勝目を挙げた。大会後には「心の底から優勝できて嬉しい。ネットの向こう側には素晴らしい相手がいて、難しい試練だと分かっていた。プレッシャーをうまくコントロールし、決定的な瞬間に力を発揮できたことを誇りに思う」とコメントした。昨年6月に世界ランキングでトップ10から陥落していたチチパスは、この優勝により次週更新の世界ランキングで9位となりトップ10復帰を果たした。

## プレースタイル
イースタングリップから繰り出される強烈なフォアハンドストロークが武器のアグレッシブベースライナー。典型的なベースライナーに比べるとネットに出る回数も多い。ウィナーを狙った際にオーバーアウトが多いのが改善点のひとつである。
幼少期は両手バックハンドも試していたが、憧れのロジャー・フェデラーが片手バックハンドだったことや、感覚が良かったことから片手打ちにしたという。
好きなコート・サーフェスは芝（グラス）で、ウィンブルドン選手権がお気に入り。得意なサーフェスは馴染みのあるクレーで、クレーコートに立つと「自信がわいてくる」と述べている。
現行ルールでは禁止されているコーチングの常習犯であり、導入賛成派。2018年全米オープン女子単決勝で物議を醸したセリーナ・ウィリアムズのコーチングを行った、パトリック・ムラトグルーに指導を受けている。
高頻度かつ長時間のトイレットブレークは遅延行為で「ルールの悪用」だと、2021年にマレーやズベレフなど複数の選手から批判された。ズベレフの場合はそれだけでなく、携帯電話で外部と連絡を取っているのではないかと糾弾した。チチパスは否定しており、「僕はガイドラインに沿ってプレーした。」と反論した。これらの事柄が影響し、翌22年よりトイレットブレークや着替えなどのタイムルールが厳格化された。

## 人物
母の双子の妹である叔母は元・ソ連のプロテニス選手で、ジュニア時代の自分にトレーニングや試合に出場するための援助をしてくれたことを感謝している。母方の祖父セルゲイ・サルニコフは、オリンピックで金メダルを獲得したサッカーソ連代表のメンバーであり、FCスパルタク・モスクワの元監督でもある。また、伯母が日本人と結婚している縁もあり、日本を「1番好き」だと述べている。
クレタ島の海で溺れそうになったことがあり、それ以降コート上で恐怖を感じることはないという。
テニスがあまり人気のないギリシャで人気を高めることに関心を示している。
新型コロナウイルスワクチンの接種には懐疑的であった。2021年8月、大会出場のために義務化された場合にのみワクチンを打つとする発言をギリシャ政府が非難したため、翌月には発言を撤回して年内にワクチンを打つと表明している。
英語、ギリシャ語、ロシア語を話すことができる。

## 主要大会決勝

### グランドスラム

#### シングルス: 2 (準優勝2回)
| 結果   | 年   | 大会         | サーフェス | 対戦相手             | スコア                       |
| ------ | ---- | ------------ | ---------- | -------------------- | ---------------------------- |
| 準優勝 | 2021 | 全仏オープン | クレー     | ノバク・ジョコビッチ | 7-6(8-6), 6-2, 3-6, 2-6, 4-6 |
| 準優勝 | 2023 | 全豪オープン | ハード     | ノバク・ジョコビッチ | 3-6, 6-7(4-7), 6-7(5-7)      |

### ATPファイナルズ

#### シングルス: 1 (優勝1回)
| 結果 | 年     | 大会     | サーフェス    | 対戦相手           | スコア                  |
| ---- | ------ | -------- | ------------- | ------------------ | ----------------------- |
| 優勝 | 2019年 | ロンドン | ハード (室内) | ドミニク・ティーム | 6-7(6-8), 6-2, 7-6(7-4) |

### ATPマスターズ1000

#### シングルス: 7 (優勝3回, 準優勝4回）
| 結果   | 年     | 大会         | サーフェス | 対戦相手                             | スコア        |
| ------ | ------ | ------------ | ---------- | ------------------------------------ | ------------- |
| 準優勝 | 2018年 | トロント     | ハード     | ラファエル・ナダル                   | 2-6, 6-7(4-7) |
| 準優勝 | 2019年 | マドリード   | クレー     | ノバク・ジョコビッチ                 | 3-6, 4-6      |
| 優勝   | 2021年 | モンテカルロ | クレー     | アンドレイ・ルブレフ                 | 6-3, 6-3      |
| 優勝   | 2022年 | モンテカルロ | クレー     | アレハンドロ・ダビドビッチ・フォキナ | 6-3, 7-6(7-3) |
| 準優勝 | 2022年 | ローマ       | クレー     | ノバク・ジョコビッチ                 | 0-6, 6-7(5-7) |
| 準優勝 | 2022年 | シンシナティ | ハード     | ボルナ・チョリッチ                   | 6-7(0-7), 2-6 |
| 優勝   | 2024年 | モンテカルロ | クレー     | キャスパー・ルード                   | 6-1, 6-4      |

#### ダブルス: 1 (準優勝1回）
| 結果   | 年     | 大会     | サーフェス | パートナー             | 対戦相手                            | スコア         |
| ------ | ------ | -------- | ---------- | ---------------------- | ----------------------------------- | -------------- |
| 準優勝 | 2019年 | マイアミ | ハード     | ウェスリー・クールホフ | ボブ・ブライアン マイク・ブライアン | 5-7, 6-7(8-10) |

## ATPツアー決勝進出結果

### シングルス: 30回 (12勝18敗)
| 大会グレード                    |
| グランドスラム (0–2)            |
| ATPファイナルズ (1–0)           |
| ATPツアー・マスターズ1000 (3–4) |
| ATPツアー500 (1–11)             |
| ATPツアー250 (7–1)              |

| サーフェス別タイトル |
| ハード (6–10)        |
| クレー (5–8)         |
| 芝 (1–0)             |

| 結果   | No. | 決勝日         | 大会           | サーフェス    | 対戦相手                             | スコア                       |
| ------ | --- | -------------- | -------------- | ------------- | ------------------------------------ | ---------------------------- |
| 準優勝 | 1.  | 2018年4月29日  | バルセロナ     | クレー        | ラファエル・ナダル                   | 2-6, 1-6                     |
| 準優勝 | 2.  | 2018年8月12日  | トロント       | ハード        | ラファエル・ナダル                   | 2-6, 6-7(4-7)                |
| 優勝   | 1.  | 2018年10月21日 | ストックホルム | ハード (室内) | エルネスツ・グルビス                 | 6-4, 6-4                     |
| 優勝   | 2.  | 2019年2月24日  | マルセイユ     | ハード (室内) | ミハイル・ククシュキン               | 7-5, 7-6(7-5)                |
| 準優勝 | 3.  | 2019年3月2日   | ドバイ         | ハード        | ロジャー・フェデラー                 | 4-6, 4-6                     |
| 優勝   | 3.  | 2019年5月5日   | エストリル     | クレー        | パブロ・クエバス                     | 6-3, 7-6(7-4)                |
| 準優勝 | 4.  | 2019年5月12日  | マドリード     | クレー        | ノバク・ジョコビッチ                 | 3-6, 4-6                     |
| 準優勝 | 5.  | 2019年10月6日  | 北京           | ハード        | ドミニク・ティーム                   | 6-3, 4-6, 1-6                |
| 優勝   | 4.  | 2019年11月17日 | ロンドン       | ハード (室内) | ドミニク・ティーム                   | 6-7(6-8), 6-2, 7-6(7-4)      |
| 優勝   | 5.  | 2020年2月23日  | マルセイユ     | ハード (室内) | フェリックス・オジェ＝アリアシム     | 6-3, 6-4                     |
| 準優勝 | 6.  | 2020年2月29日  | ドバイ         | ハード        | ノバク・ジョコビッチ                 | 3-6, 4-6                     |
| 準優勝 | 7.  | 2020年9月27日  | ハンブルク     | クレー        | アンドレイ・ルブレフ                 | 4-6, 6-3, 5-7                |
| 準優勝 | 8.  | 2021年3月20日  | アカプルコ     | ハード        | アレクサンダー・ズベレフ             | 4-6, 6-7(3-7)                |
| 優勝   | 6.  | 2021年4月18日  | モンテカルロ   | クレー        | アンドレイ・ルブレフ                 | 6-3, 6-3                     |
| 準優勝 | 9.  | 2021年4月25日  | バルセロナ     | クレー        | ラファエル・ナダル                   | 4-6, 7-6(8-6), 5-7           |
| 優勝   | 7.  | 2021年5月23日  | リヨン         | クレー        | キャメロン・ノリー                   | 6-3, 6-3                     |
| 準優勝 | 10. | 2021年6月13日  | 全仏オープン   | クレー        | ノバク・ジョコビッチ                 | 7-6(8-6), 6-2, 3-6, 2-6, 4-6 |
| 準優勝 | 11. | 2022年2月13日  | ロッテルダム   | ハード (室内) | フェリックス・オジェ＝アリアシム     | 4-6, 2-6                     |
| 優勝   | 8.  | 2022年4月17日  | モンテカルロ   | クレー        | アレハンドロ・ダビドビッチ・フォキナ | 6-3, 7-6(7-3)                |
| 準優勝 | 12. | 2022年4月17日  | ローマ         | クレー        | ノバク・ジョコビッチ                 | 0-6, 6-7(5-7)                |
| 優勝   | 9.  | 2022年6月25日  | マヨルカ       | 芝            | ロベルト・バウティスタ・アグート     | 6-4, 3-6, 7-6(7-2)           |
| 準優勝 | 13. | 2022年8月21日  | シンシナティ   | ハード        | ボルナ・チョリッチ                   | 6-7(0-7), 2-6                |
| 準優勝 | 14. | 2022年10月9日  | アスタナ (en)  | ハード (室内) | ノバク・ジョコビッチ                 | 3-6, 4-6                     |
| 準優勝 | 15. | 2022年10月23日 | ストックホルム | ハード (室内) | ホルガ・ルーネ                       | 4-6, 4-6                     |
| 準優勝 | 16. | 2023年1月29日  | 全豪オープン   | ハード        | ノバク・ジョコビッチ                 | 3-6, 6-7(4-7), 6-7(5-7)      |
| 準優勝 | 17. | 2023年4月23日  | バルセロナ     | クレー        | カルロス・アルカラス                 | 3-6, 4-6                     |
| 優勝   | 10. | 2023年8月6日   | ロス・カボス   | ハード        | アレックス・デミノー                 | 6-3, 6-4                     |
| 優勝   | 11. | 2024年4月14日  | モンテカルロ   | クレー        | キャスパー・ルード                   | 6-1, 6-4                     |
| 準優勝 | 18. | 2024年4月21日  | バルセロナ     | クレー        | キャスパー・ルード                   | 5-7, 3-6                     |
| 優勝   | 12. | 2025年3月2日   | ドバイ         | ハード        | フェリックス・オジェ＝アリアシム     | 6-3, 6-3                     |

### ダブルス: 1回 (0勝1敗)
| 結果   | No. | 決勝日        | 大会     | サーフェス | パートナー             | 対戦相手                            | スコア         |
| ------ | --- | ------------- | -------- | ---------- | ---------------------- | ----------------------------------- | -------------- |
| 準優勝 | 1.  | 2019年3月31日 | マイアミ | ハード     | ヴェスレイ・コールホフ | ボブ・ブライアン マイク・ブライアン | 5-7, 6-7(8-10) |

## 成績
略語の説明
| W | F | SF | QF | #R | RR | Q# | LQ | A | Z# | PO | G | S | B | NMS | P | NH |

W=優勝, F=準優勝, SF=ベスト4, QF=ベスト8, #R=#回戦敗退, RR=ラウンドロビン敗退, Q#=予選#回戦敗退, LQ=予選敗退, A=大会不参加, Z#=デビスカップ/BJKカップ地域ゾーン, PO=デビスカップ/BJKカッププレーオフ, G=オリンピック金メダル, S=オリンピック銀メダル, B=オリンピック銅メダル, NMS=マスターズシリーズから降格, P=開催延期, NH=開催なし.

### シングルス

#### グランドスラム大会
| 大会           | 2017 | 2018 | 2019 | 2020 | 2021 | 2022 | 2023 | 2024 | 2025 | 通算成績 |
| -------------- | ---- | ---- | ---- | ---- | ---- | ---- | ---- | ---- | ---- | -------- |
| 全豪オープン   | Q2   | 1R   | SF   | 3R   | SF   | SF   | F    | 4R   | 1R   | 24–8     |
| 全仏オープン   | 1R   | 2R   | 4R   | SF   | F    | 4R   | QF   | QF   | 2R   | 28–9     |
| ウィンブルドン | 1R   | 4R   | 1R   | NH   | 1R   | 2R   | 4R   | 2R   | 1R   | 9–8      |
| 全米オープン   | Q3   | 2R   | 1R   | 3R   | 3R   | 1R   | 2R   | 1R   |      | 6–7      |

※不戦勝は通算成績に含まない。

#### 大会最高成績
| 大会                     | 成績 | 年               |
| ------------------------ | ---- | ---------------- |
| ATPファイナルズ          | W    | 2019             |
| インディアンウェルズ     | QF   | 2021             |
| マイアミ                 | QF   | 2021             |
| モンテカルロ             | W    | 2021, 2022, 2024 |
| マドリード               | F    | 2019             |
| ローマ                   | F    | 2022             |
| カナダ                   | F    | 2018             |
| シンシナティ             | F    | 2022             |
| 上海                     | SF   | 2019             |
| パリ                     | SF   | 2022, 2023       |
| オリンピック             | QF   | 2024             |
| デビスカップ             | WGⅠ  | 2023             |
| ATPカップ                | RR   | 2020-2022        |
| ユナイテッド・カップ     | SF   | 2023             |
| Next Gen ATPファイナルズ | W    | 2018             |